# Lae Hole II
Lae Hole II is een bestuurslaag in het regentschap Dairi van de provincie Noord-Sumatra, Indonesië. Lae Hole II telt 748 inwoners (volkstelling 2010).